# De Bruges de Gerpinnes
De Bruges de Gerpinnes was een adellijke familie uit het Verenigd Koninkrijk der Nederlanden en België.

## Geschiedenis

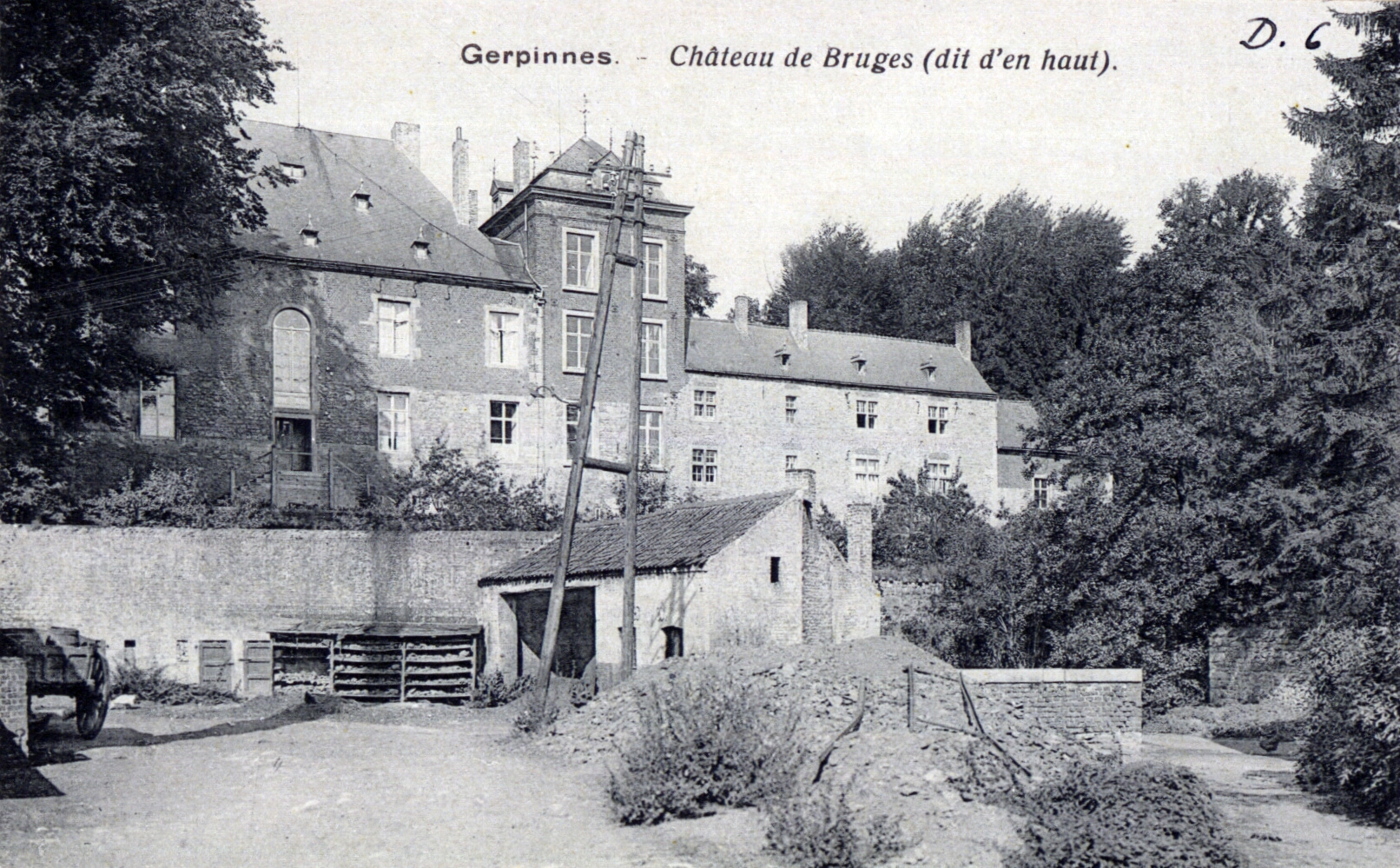
Het kasteel van Gerpinnes

In 1816 werd Charles de Bruges (Gerpinnes, 6 augustus 1769 - aldaar, 2 februari 1836) onder de naam de Bruges de Gerpinnes erkend in de erfelijke adel en benoemd in de Ridderschap van de provincie Henegouwen. Nergens wordt vermeld of hij enige activiteit uitoefende. Zijn voorvaders waren actief in de hoogovens als maître des forges, zodat het niet uitgesloten is dat Charles de Bruges ook deze activiteit uitoefende, of zo niet leefde hij van het fortuin dat zijn voorvaders hadden verworven. Hij bewoonde alvast het kasteel van Gerpinnes waarop vroeger de heerlijkheid Gerpinnes gestoeld was. Hij was een zoon van Guillaume-Benoît de Bruges, heer van Gerpinnes en Marie-Adrienne de Montpellier.

## Genealogie
Charles de Bruges de Gerpinnes trouwde in 1806 in Marchiennes met Eugénie de Cartier (1785-1810), zus van baron Louis de Cartier d'Yves, industrieel, burgemeester van Yves-Gomezée en senator. Ze kregen een zoon.
- Amour de Bruges de Gerpinnes (1808-1882), burgemeester van Sart-Eustache, trouwde in 1834 in Mettet met Louise du Pont d'Adhérée (1814-1871), dochter van Perpète du Pont d'Ahérée, militair, industrieel en senator. Ze kregen twee zoons en twee dochters.
  - Paul de Bruges de Gerpinnes (1843-1890), burgemeester van Sart-Eustache, provincieraadslid van Namen en senator. Hij woonde op het kasteel van Sart-Eustache. Hij trouwde in 1866 in Weillen met zijn nicht Marie de Bruges de Gerpinnes (1843-1924). Ze kregen drie dochters.
    - Marie de Bruges de Gerpinnes (1870-1893), trouwde in 1890 in Sart-Eustache met haar neef baron Guillaume de Giey (1860-1914), burgemeester van Sart-Eustache, provincieraadslid van Namen en senator. Ze kregen een dochter, met afstammelingen tot heden.
    - Louise de Bruges de Gerpinnes (1872-1966), trouwde in 1895 in Weillen met de weduwnaar van haar zus, haar neef baron Guillaume de Giey (1860-1914). Ze kregen twee zoons, met afstammelingen tot heden.
    - Cecilia de Bruges de Gerpinnes (1875-1944), bleef ongehuwd. Met haar overlijden doofde de familie uit.

Hij hertrouwde in 1813 in Gerpinnes met Marie-Joséphine d'Orjo (1787-1866). Ze kregen zes kinderen.
- Joseph de Bruges de Gerpinnes (1814-1878), burgemeester van Weillen, trouwde in 1840 in Weillen met Charlotte de Wilmet (1817-1881). Ze kregen een dochter, met afstammelingen tot heden.
  - Marie de Bruges de Gerpinnes (1843-1924), trouwde in 1866 in Weillen met haar neef Paul de Bruges de Gerpinnes (1843-1890).
- Charles de Bruges de Gerpinnes (1817-1902), trouwde in 1864 in Kersbeek-Miskom met Anastasie de Turck de Kersbeek (1828-1888). Ze kregen een zoon, maar zonder nakomelingen. Hij woonde op het kasteel van Gerpinnes.

De familie de Bruges doofde uit in 1944.